# Marat Ospanow

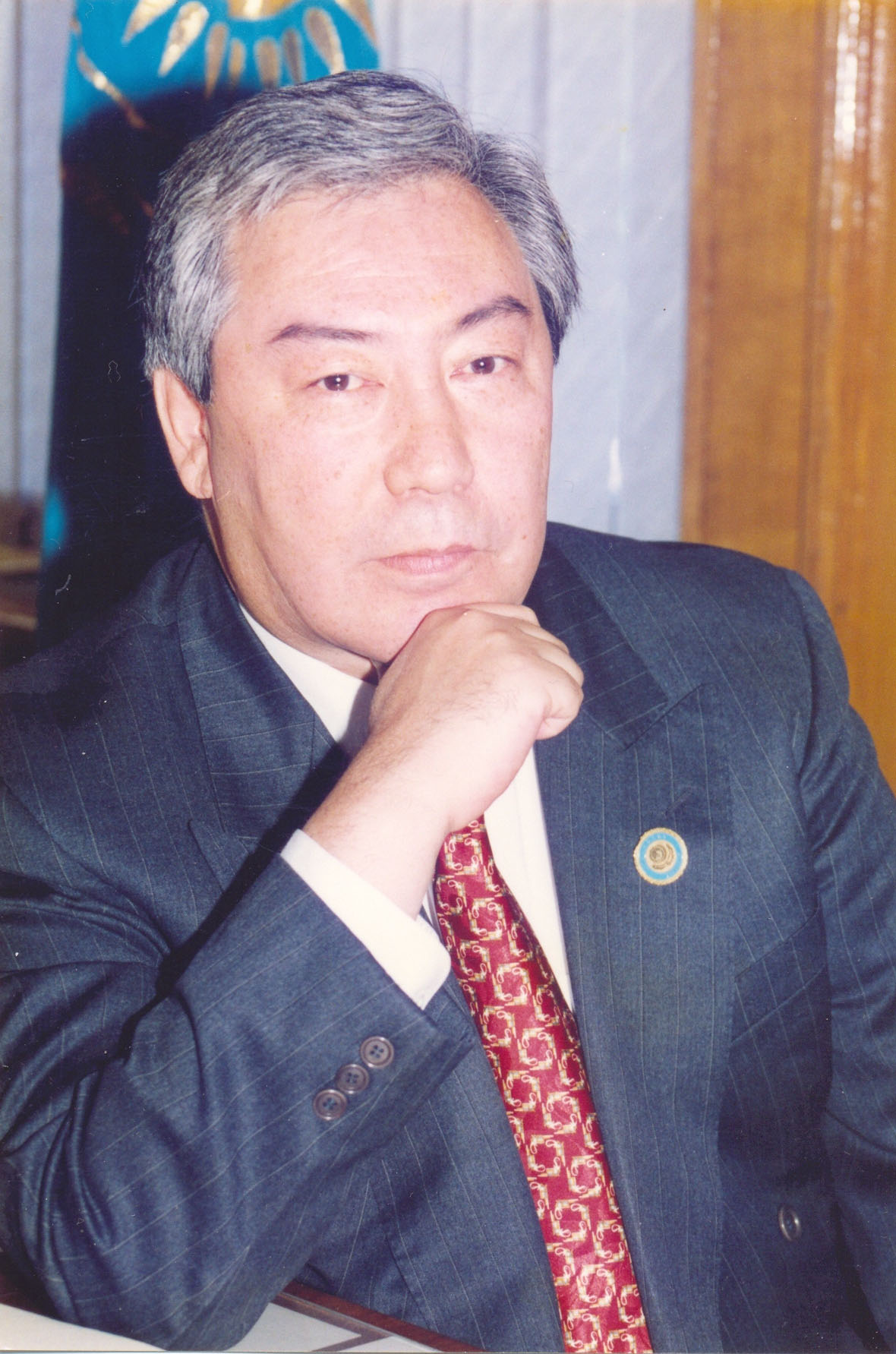
Marat Ospanow

Marat Turdybekuly Ospanow (kasachisch Марат Тұрдыбекұлы Оспанов, russisch Марат Турдыбекович Оспанов; * 17. September 1949 in Aktjubinsk, Kasachische SSR; † 23. Januar 2000 in Almaty, Kasachstan) war ein kasachischer Politiker.

## Leben
Marat Ospanow wurde 1949 in Aktjubinsk geboren und besuchte dort die Schule. Er studierte am Plechanow-Institut für Volkswirtschaft in Moskau, wo er 1971 seinen Abschluss machte. Zwischen 1971 und 1972 leistete er Wehrdienst in der sowjetischen Armee.
Von 1973 an arbeitete er als Lehrer für politische Ökonomie am Medizinischen Institut in Aktjubinsk, bevor er anschließend von November 1976 bis Dezember 1979 ein postgraduales Studium an der Staatliche Kasachische Kirow-Universität in Alma-Ata absolvierte. In den folgenden Jahren übte er dann wieder eine Lehrtätigkeit am Medizinischen Institut in Aktjubinsk aus. 1990 begann Ospanow politisch aktiv zu werden. Er wurde Abgeordneter im Obersten Sowjet der Kasachischen SSR und war dort einer der Gründer und Ko-Vorsitzender der Fraktion „Demokratisches Kasachstan“. Er war beteiligt an der Ausarbeitung der kasachischen Unabhängigkeitserklärung. Bereits im folgenden Jahr wurde er stellvertretender Vorsitzender des Ausschusses für Wirtschaftsreformen, Haushalt und Finanzen des Obersten Rates der Kasachischen SSR. Zwischen 1991 und 1992 war er stellvertretender Leiter der kasachischen Steuerinspektion und von November 1992 bis März 1994 war er erster stellvertretender Finanzminister des Landes. Im Anschluss daran wurde er von April 1994 bis März 1995 stellvertretender Vorsitzender des Obersten Rates Kasachstans und von April bis Oktober 1995 Vorsitzender des Ausschusses über die Nutzung ausländischen Kapitals im Ministerkabinett der Republik Kasachstan. Nach der ersten kasachischen Parlamentswahl 1995 wurde Ospanow Abgeordneter in der Mäschilis, deren Vorsitzender er zwischen dem 30. Januar 1996 und dem 1. Dezember 1999 war. Nach der Wahl 1999 war er als Abgeordneter Mitglied des Ausschusses für Finanzen und Haushalt im Parlament.
Ospanow starb am 23. Januar 2000 in Almaty.
Nach Ospanow ist die Westkasachische staatliche medizinische Universität in Aqtöbe (Aktjubinsk) benannt.